# Лахох
Лахох (иногда Лахух; сомал. 𐒐𐒖𐒄𐒝𐒄 / laxoox; араб. لحوح‎, laḥūḥ; ивр. לֻחוּּח‎ /laħuħ/) — блюдо сомалийской кухни, представляющее собой бисквитоподобный хлеб, имеющее распространение в Джибути, Сомали и Йемене. В Джибути на эфиопский манер называется сомал. 𐒋𐒖𐒒𐒃𐒜𐒇𐒙 / canjeero. Оно также популярно в Израиле, где было распространено йеменскими евреями, иммигрировавшими туда. В Йемене оно часто продаётся уличными торговцами. Эфиопский аналог именуется инджера. 
Лахох готовят из теста, состоящего из муки, с добавлением разрыхлителей муки, тёплой воды, дрожжей и щепотки соли. Смесь взбивается руками, пока не станет мягкой и кремоподобной, после чего оставляется, дабы дождаться брожения. Сорго является предпочтительным растением для изготовления муки для лахоха. Существует сладкая разновидность блюда, а также ещё одна, который готовится с яйцами.
Лахох традиционно выпекается на металлической круглой печке под названием дааво. В случае её отсутствия блюдо также может запекаться на обычной сковороде.
Типичный сомалийский завтрак представляет собой три куска лахоха, которые едят вместе с мёдом и топлёным маслом, и чашку чая. Во время обеда лахох иногда потребляется с карри, супом или тушёным мясом.